# 国鉄キハ01系気動車

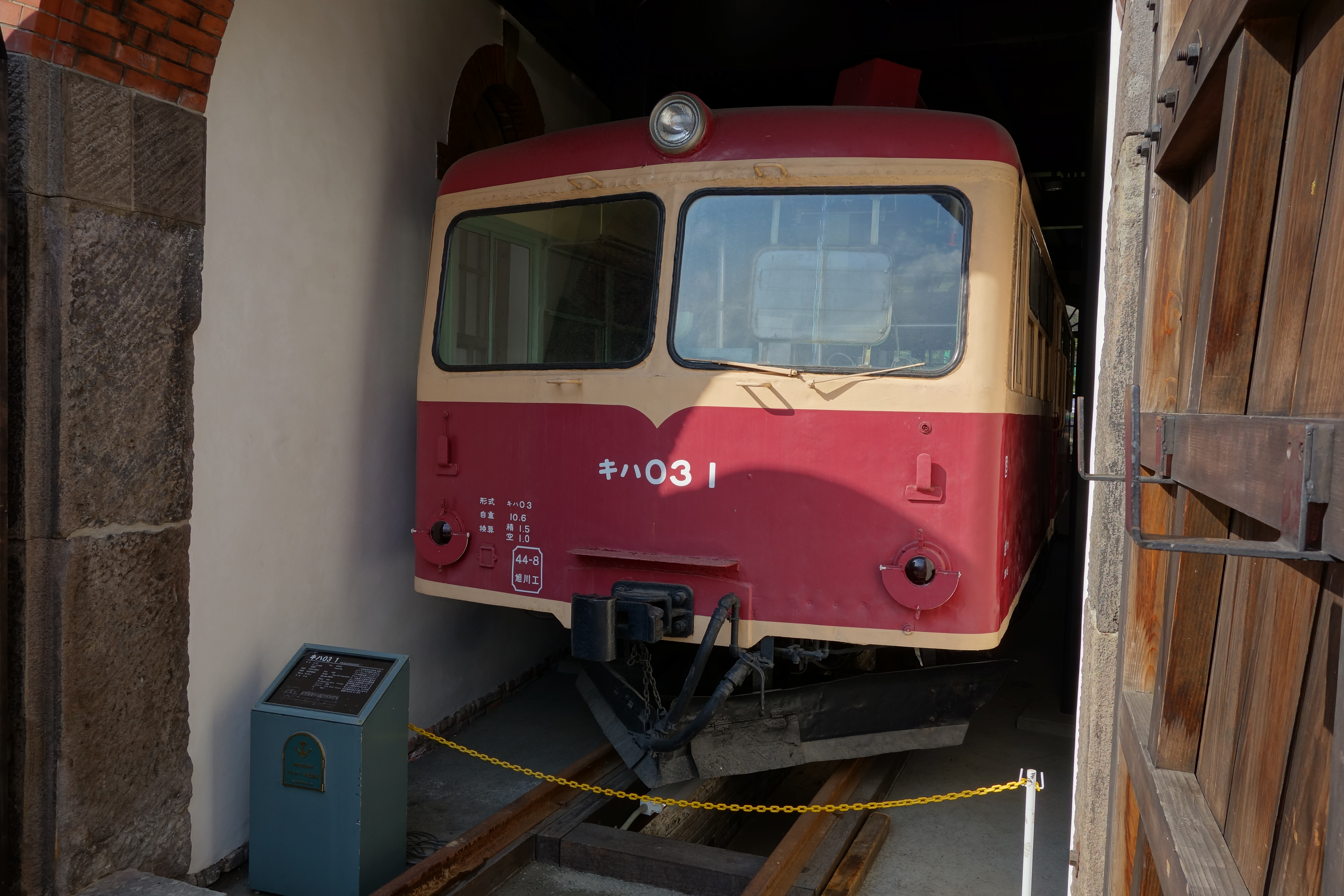
小樽市総合博物館に展示されているキハ03 1。

キハ01系気動車は、日本国有鉄道（国鉄）が1954年（昭和29年）から製造した閑散線区用の小型気動車（レールバス）である。
なお「キハ01系」という呼称は、同一の設計思想に基づいて製造された形式を便宜的・趣味的に総称したもので国鉄制式の系列呼称ではない。具体的にはキハ01形・キハ02形（←キハ10000形）、キハ03形（←キハ10200形）の3形式と、キハ01形を改造したキユニ01形を指す。

## 概要
閑散ローカル線の収支改善と増発のため、バスの設計を鉄道車両に応用して製造されたもの。全長10 m余りの車体にバス用のディーゼルエンジンを搭載した二軸車で、1954年（昭和29年）に試作車4両を木原線で使用開始、以後1956年（昭和31年）までに計49両が日本各地のローカル線に投入された。
製造は全車両とも東急車輛製造が担当した。大手バス車体メーカーとしても知られた富士重工業は国鉄レールバスに影響を受けた形で、バス用規格鋼材を使用するなど、より徹底したバス部品を流用した設計の二軸機械式気動車を、羽幌炭礦鉄道キハ11（1959年〈昭和34年〉3月）、南部縦貫鉄道キハ10形（1962年〈昭和37年〉）と続けて製造しているが、国鉄レールバスの製造には一切携わっていない。

## 開発の経緯
1953年（昭和28年）にヨーロッパを視察した当時の国鉄総裁・長崎惣之助が、西ドイツ（当時）でローカル線用に小型気動車「シーネンオムニブス（Schienenomnibus/シーネンオムニバス）= レールの乗り合いバス」が投入されて良好な成績を挙げていることに強い関心を抱いたことから、帰国後同様な小型気動車の開発を命じたといわれている。その影響か、形態はドイツのシーネンオムニブスに似た車高が低い4輪単車である。
しかし長崎総裁の考えとは異なり、液体式変速の軽量車体による大型気動車開発と量産に重点を置いていた国鉄技術陣・運用担当側は、「レールバス」開発には必ずしも乗り気ではなかった。
開発途上時期に当たる1953年後期、「交通技術」誌1953年10月号においては「ディーゼル動車特集」と題し、国鉄での気動車に関する施策・取り組みが大々的に紹介されたが、冒頭、国鉄運転局列車課長であった石原米彦が寄稿した「国鉄に於けるディーゼル動車の動向」では、「軽気動車」として一項を割いてレールバスに言及、スペック（車重10t、定員52名、最高速度70km/hといった、キハ10000に相当する内容）も紹介し「工作局において一応設計済」と記述しつつも、次のような言葉で否定的評価を下している。
「率直に云ってその用途は余り広いものとは思われない。と云うのは、この形式が適する程度の交通量の少い線区というのは甚だ少いのである。」
そのうえで、50人乗り程度の小型車では片道輸送量1000人/日内外の閑散路線でも20往復を要して現実的でないことや、そのような線区でも最混雑時には1列車250人程度の乗車があるが、小型車では詰め込んでも120人が限度とみられ、客車列車を置き換えるにしてもラッシュ時には3重連運転が必要で、ダイヤが作りにくくなる、と述べて、運用を行う列車局側からすれば「使い物にならない車両」であることをかなり率直に表現している。石原は「軽動車の用途は先ず20輛程度が限度ではなかろうか」とまで記述し、投入先が極めて限定されることを予言、当該記事中では「北海道のような降雪区間で使用できれば用途は広くなるであろう」と一応の可能性を記しつつも、総論としては総括制御のできる大型気動車の増備と用途拡大の必要性を説いており、その姿勢はレールバスについて極めて冷淡であった。結果として国鉄レールバスの両数は「先ず20輛程度」という石原の予想こそ上回ったが、1956年までの短期で49両製造（その後期は北海道向け投入に重点が置かれた）に留まり、ローカル線ではラッシュ時輸送力問題を露呈して早期に一般型気動車に置き換えられるなど、実用性や処遇はおおかた石原の危惧・予見どおりとなった。
また同じ「交通技術」誌上で、開発担当側の国鉄工作局職員の橋本正一が「軽動車」と題した文章でヨーロッパのレールバスを紹介、国鉄における同種車両の想定についても記述しているが、文中では「国鉄においてこのような車の必要性があるかどうかについては、いろいろと議論もあると思われるが」と記述するなど、これまた消極的なニュアンスを含んだものとなっていた。
当初、導入路線候補として挙がっていたのは戦時中に不要不急線として線路が撤去され休止中であった白棚線で、キハ10000形の限定運用を前提として路面電車のように車体にステップを取り付け、扉部だけ車体裾を引き下げた形状とし低いホーム高のまま使用することで営業再開に要するコストを引き下げる計画であった。
ところが、白棚線は路盤を専用道路に転用したバス路線として再出発することとなったため、キハ10000形は同様に白棚線で貨物列車牽引に充てられる予定であったDD11形ディーゼル機関車と共に急遽別の投入先を探すこととなり、こちらは扉部を一般仕様に改めた上で木原線に投入されることになった。

## 各形式区分
本系列に含まれるのは下記の3形式計49両（改造車1形式1両）である。

### キハ01形
旧形式はキハ10000形で、12両 (10000 - 10011) が製造された。1次車の10000 - 10003は、1954年製の暖地向け仕様の試作車で屋根上に押込通風器が6個あり、車内の座席はオールクロスシート、1957年（昭和32年）の改番後はキハ01 1 - 4となった。新製配置から廃車まで、全車が千葉鉄道管理局管内で使用された。
2次車の10004 - 10011は1955年（昭和30年）度製の寒地向け装備車で、押込通風器が4個となり床下には機関覆いが付き、車内乗降口付近はロングシート化されている。改番後はキハ01 51 - 58となった。当初は全車北海道内に配置されたが、耐寒耐雪構造をさらに強化したキハ10200形（→キハ03形）の登場後は、3両を除いて道外に転出し、四国や山陰などで耐寒装備を撤去し使用された。

### キハ02形
旧形式はキハ10000形で、1955（昭和30）年度製の3次車として17両 (10012 - 10028) が製造された。後述のように、1・2次車と車体構造は大きく異なるが、形式の区分はされなかった。10012 - 10022は寒地向け仕様、10023 - 10028は暖地向け仕様であるが、改番後の区分はされず、番号順にキハ02 1 - 17となった。
寒地向け車は全車が北海道内に新製配置されたが、後にキハ02 11以外は道外に転出した。暖地向け車は全車が新製配置から廃車まで三江北線など中国・九州で使用された。
松浦線では、旧型客車の最後尾に無動力で連結されて佐世保駅まで乗り入れる運用もあった。

### キハ03形
旧形式はキハ10200形で、1956（昭和31）年度製の4次車として20両 (10200 - 10219) が製造された。二重窓やスノープラウ等の酷寒地対策を施した仕様である。外観上はキハ02形暖地向け車にスノープラウ、ホイッスルカバー、それに機関覆いなどが装備された点が異なる。改番後は、番号順にキハ03 1 - 20となった。全車が新製配置から廃車まで北海道内の道東・道北の路線で使用された。

### キユニ01形
1962年（昭和37年）にキハ01 55を郵便荷物車に改造したもの。本系列唯一の改造車で、改造後はキユニ01 1となった。三江北線で一般の液体式気動車に併結されて運用されたが、1966年（昭和41年）に休車ののち廃車された。

## 車体
車体は普通鋼製のセミモノコック構造で、全長10 mである。前面窓は運転台を中央に置いたキハ01形が3枚窓、運転台を左側に設置したキハ02形、キハ03形が「湘南顔」の2枚窓であった。
当初から1.2 mm厚の薄い外板を用いて軽量化を図っていたが、初期12両に比し、以降の増備車は鋼板プレス部材の側柱を2.3 mm厚→1.6 mm厚に、屋根板を1.2 mm厚から0.9 mm厚に削減し、さらなる軽量化を進めている。
窓・扉配置はキハ01形は、乗降用扉を車体前後端に寄せて片側2箇所に設けた1D8D1とされたが、後に製造されたキハ02形およびキハ03形は、乗降用扉を車体中央部に片側1か所設けた14D131と大幅に変更された。
いずれも客用扉はバス用の2枚折戸を使用し、客用窓は上段がHゴム支持の固定式で下段が上昇式のいわゆる「バス窓」であった。キハ01形の両端窓各1枚は狭幅の三角窓、キハ02形、キハ03形の両端窓各1枚分は2枚構成の引き違い窓、そして中央客用扉横の車掌台窓は落とし込み式の下降窓となっていた。なお、極寒地仕様のキハ03形は、防寒を目的に客席窓が二重窓となった。室内灯・通風器はバス用汎用部品の流用であった。
屋根高さはバスの車体に準じて3 mと低く抑えられたが、ホーム乗降の都合で車体幅は一般気動車並とされたため、小柄な割に幅広に見える外観デザインであった。
座席は当時の路線バスと同様、背ずりの低いベンチのような構造で便所も設置されていなかったため、長距離運行には適さない設計であった。車内の内張りはペンキ塗りの薄ベニヤ板であったことは同時期の大形気動車と同様である。
暖房は、排気の廃熱を用いていて熱量不足であった同時期の大形気動車より一歩進んでおり、当初はラジエーターからの冷却水廃熱による温風暖房を採用していた。さらに北海道用グループは改良形の大形気動車同様に軽油燃焼式の強力な温気暖房器（ウェバスト式温風暖房装置）を装備、この暖房装置を利用してフードで覆われたエンジン周りも温め、凍結を防ぐ配慮が加えられていた。
連結器は軽量化のため、同時期の液体式気動車で標準装備となっていた小型密着自動連結器ではなく、戦前設計の機械式気動車に倣った簡易式連結器を装備した。これは自動連結器との相互連結が可能ではあったが、連結時の動作は非自動であって、人手でピンを抜き差しする必要があり、強度も低く落とされていた。
なお後年、四国で運用された一部の車両については、自動車用部品を流用した鋼板製バンパーが車体前面裾部に後付けされた。

## 主要機器

### 機関・変速機・逆転機
エンジンは、日野ヂーゼル工業が太平洋戦争後1950年にトラック・バス用に開発した直列6気筒DS系ディーゼルエンジンをベースに、アンダーフロアバス「ブルーリボン」用として水平シリンダ式に設計変更したバージョンを流用した。試作車4両がDS21形（日野の呼称では「型」、連続定格出力60 ps/1,200 rpm）を搭載、以後は強化形であるDS22（連続定格出力75 ps/1,700 rpm）に変更された。白棚線では低いホームからの乗車が計画されていたことでも判るように、この系列のエンジンの採用は車両床面高さの引き下げが主眼であった。
変速機はバス用を流用し、クラッチも同様である。従って、動力伝達機構の種別としては機械式である。輪軸と台枠で支持される逆転機のみはバスには存在しない機器であり、既存気動車用の流用では車両サイズに比して容量・重量とも過大であるため、新たに小形のものが設計された。
製造コストを抑えるため、計画当初より総括制御は放棄され、連結運転時には各車に運転士が乗り込む必要が生じた。

### 走り装置
足回りは当時の二軸貨車に準じた構造の二段リンク式板ばね軸箱支持で、旅客用ゆえにばね定数は柔らかく設定されていたが、それ以外は貨車同様の設計であった。
制動装置には重量のかさむ鋳鉄制輪子による踏面ブレーキを止め、自動車同様のドラムブレーキを各車輪の外側に装備した。

## 運用状況
この系列はコストが安く近距離を短時間で結ぶのに適した「安・近・短」の長所を持ち、ローカル線の列車増発による利便性向上には寄与したが、前述のとおり実用上は問題点が多かった。
最大の欠点は、車体があまりに小さくラッシュ時や不意の乗客増に対応することができなかったことである。製造や開発のコスト抑制のため総括制御機能が搭載されなかったことから、重連運転を実施するためには各車に運転士が乗り込む必要が生じ、結果的に運転に関する人件費のコスト増を招くこととなった。また、信号間隔が広いことからバスのように続行運転することもできなかった。そのため、ラッシュ時用に大形の一般形気動車を併用する不合理が生じるようになった。
足回りは、コスト削減のために重ね板ばねと二段リンク式板ばね軸箱支持の固定軸と貨車と大差ないレベルで、びびり振動と車内に伝わる騒音が激しく乗り心地も良くなかった。座席も軽量化のため簡素化されており、サイズが小さく掛け心地も悪かった。そのうえ、便所を持たないことから長距離運転には適さず、乗客から不評を買った。一例として標津線では乗客から「ガマンカー」の蔑称がついたとされている。
西ドイツのシーネンオムニバスは、車両重量が約13 tで出力110 - 150 PSを1基、もしくは約20 tで130 - 150 PSを2基と重量の割に比較的強力なエンジンを搭載していた。また機械式変速機装備だが電磁的な遠隔操作による重連総括制御可能で、ラッシュ時でも運転士を補充せず自在に動力車同士の長編成組成を実現しており、必要に応じトレーラ牽引や、付随車、制御車と最大6両程度の編成を組んで、柔軟に輸送力を調整することもできた。さらに小形車ながらも便所を装備し、座席は簡易的なものながら転換式クロスシートとして一応は長時間の乗車に堪えうる設備を備え、2軸車ながらコイルばねもしくは空気ばねによる枕ばねを装備して乗り心地にも配慮していた。
しかるに日本の国鉄レールバスでは、コスト削減のためシーネンオムニブスにおけるそれらの長所がほとんど欠落していたのである。キハ01系と西ドイツのシーネンオムニバスの代表的な形式であるVT95型およびVT98型との比較は下表のとおり。
| 型式     | 製造年      | 製造数 | 全長    | 自重  | 機関                                         | 変速機                     | 枕ばね               | 軸ばね | 座席                                                 | トイレ |
| -------- | ----------- | ------ | ------- | ----- | -------------------------------------------- | -------------------------- | -------------------- | ------ | ---------------------------------------------------- | ------ |
| キハ01系 | 1954 - 56年 | 49両   | 約10.9m | 約10t | 水平直列6気筒×1基 排気量約7.0L 65 - 75PS     | 機械式 手動操作4段変速     | 無                   | 板ばね | 固定クロスシート /セミクロスシート 座席定員36 - 40人 | 無     |
| VT95型   | 1950 - 55年 | 569両  | 約13.3m | 約13t | 水平直列6気筒×1基 排気量約8.7L 110 - 150PS   | 機械式 電磁空気制御6段変速 | コイルばね           | 板ばね | 転換クロスシート 座席定員56 - 60人                   | 有     |
| VT98型   | 1953 - 62年 | 333両  | 約14.0m | 約20t | 水平直列6気筒×2基 排気量約8.7L 130 - 150PS×2 | 機械式 電磁空気制御6段変速 | コイルばね /空気ばね | 板ばね | 転換クロスシート 座席定員58 - 60人                   | 有     |

1. ↑  VT95型とVT98型は単台車方式のため、機関や走行装置等を搭載した2軸単台車と車体間に枕ばねが設置される
2. ↑  なお、日本基準でもこの全長と総重量はかなり小さく、同時期の非電化軽便鉄道ですらこれを上回るサイズの気動車（それもボギー車）は仙北鉄道キハ2406の全長13.4ｍ・自重13.5tや、井笠鉄道ホジ1形の全長11.7ｍ・自重12.3ｔなどが存在している。
3. 1 2  数値は量産車のもの
4. ↑  このほか付随車581両、荷物車5両、最大4両編成を想定
5. 1 2  このほかに折りたたみ座席あり
6. ↑  このほか付随車320両、制御車321両、最大6両編成を想定

車体構造そのものもバスに準じた設計であったため、耐用年数が短く老朽化が早期に進行した。主な投入地域の北海道ではデビューから10年ほどの1966年（昭和41年）には全車が大型車両に置き換えられ、他も臼ノ浦線での運用を最後に1968年（昭和43年）までに全車が廃車となり、後述の保存車以外は全て解体処分された。私鉄や日本国外に譲渡された車両もなかった。
そもそもレールバスで事足りる輸送量しかない線区であれば、保線の不要な本物のバスに転換したほうがよいとの意見も多く（赤字83線および特定地方交通線も参照 ）、またこの方式の根本的な技術開発も行われなかったため、本系列の直接の後継車が製造されることはなかった。

## 「レールバス」のその後
前述のように富士重工業が同様にバスの設計に準拠する車体を備えた羽幌炭礦鉄道キハ10形（1959年〈昭和34年〉）1両・南部縦貫鉄道キハ10形（1962年〈昭和37年〉）2両の合計3両を製造した後、日本の鉄道事業者においては「レールバス」のコンセプトは顧みられることもなく長く等閑され続ける結果となった。
再認識されることになったのは、国鉄合理化が真剣に議論されるようになった1982年（昭和57年）に、やはり富士重工業の手でLE-Carとして再度バスの設計を流用した小形気動車が設計・試作されて以降である。もっとも1984年（昭和59年）以降、実際に第三セクター鉄道や名古屋鉄道・近江鉄道に導入された富士重工業の4輪小型LE-Carは、ラッシュ時輸送力不足への対処の限界や踏切警報装置とのマッチングの悪さ（軽量すぎて、時々警報装置が作動しない問題点があった）を露呈して、早々により大きなボギー式気動車・電車に置き換えられ、このクラスの小形旅客気動車は日本の鉄道で運用し難いという厳しい現実を実証してしまった。
なお、富士重工業は2002年（平成14年）に鉄道車輌製造から撤退した。

## 保存車
キハ03 1が廃車後旭川車両所に保存され、1967年（昭和42年）に準鉄道記念物に指定された。2018年（平成30年）現在は小樽市総合博物館（鉄道・科学・歴史館）に静態保存されている。
キハ02 9が肥前池野駅跡に保存され児童図書館となったが数年で荒廃し、1983年（昭和58年）頃解体された。